# Frank Liivak
Frank Liivak (Tartu, 7 luglio 1996) è un calciatore estone, ala o attaccante del Levadia Tallinn e della nazionale estone.

## Carriera

### Club
Il 31 agosto 2013 si trasferisce dagli olandesi dell'Almere City alla squadra italiana del Napoli con la formula del prestito con diritto di riscatto, e viene aggregato alla formazione Primavera. Al termine della stagione il Napoli fa valere l'opzione di acquisto, con il giocatore che continua ad essere utilizzato nel settore giovanile partenopeo. Il 17 dicembre 2014 si svincola dal club italiano.
Il 16 gennaio 2015 firma con gli spagnoli dell'Alcobendas Sport, in Tercera División, da cui si svincola dopo un anno e mezzo. Dopo qualche mese trascorso senza squadra, il 20 febbraio 2017 viene ingaggiato dai bosniaci del Sarajevo.

### Nazionale
Dopo aver effettuato la trafila delle nazionali giovanili (Under-15, 16, 17 e 19), il 15 novembre 2013 esordisce in Under-21 nella gara contro i pari età di Andorra, valida per le qualificazioni all'Europeo 2015 di categoria. Gioca da titolare le successive gare contro Russia e Danimarca.
Il 26 maggio 2014 esordisce in nazionale maggiore nell'amichevole contro Gibilterra.

## Statistiche

### Cronologia presenze e reti in nazionale
| Cronologia completa delle presenze e delle reti in nazionale ― Estonia | Cronologia completa delle presenze e delle reti in nazionale ― Estonia | Cronologia completa delle presenze e delle reti in nazionale ― Estonia | Cronologia completa delle presenze e delle reti in nazionale ― Estonia | Cronologia completa delle presenze e delle reti in nazionale ― Estonia | Cronologia completa delle presenze e delle reti in nazionale ― Estonia | Cronologia completa delle presenze e delle reti in nazionale ― Estonia | Cronologia completa delle presenze e delle reti in nazionale ― Estonia |
| Data                                                                   | Città                                                                  | In casa                                                                | Risultato                                                              | Ospiti                                                                 | Competizione                                                           | Reti                                                                   | Note                                                                   |
| ---------------------------------------------------------------------- | ---------------------------------------------------------------------- | ---------------------------------------------------------------------- | ---------------------------------------------------------------------- | ---------------------------------------------------------------------- | ---------------------------------------------------------------------- | ---------------------------------------------------------------------- | ---------------------------------------------------------------------- |
| 26-5-2014                                                              | Tallinn                                                                | Estonia                                                                | 1 – 1                                                                  | Gibilterra                                                             | Amichevole                                                             | -                                                                      | 43’                                                                    |
| 18-11-2014                                                             | Tallinn                                                                | Estonia                                                                | 0 – 1                                                                  | Giordania                                                              | Amichevole                                                             | -                                                                      | 64’                                                                    |
| 27-12-2014                                                             | Doha                                                                   | Qatar                                                                  | 3 – 0                                                                  | Estonia                                                                | Amichevole                                                             | -                                                                      | 75’                                                                    |
| 29-5-2016                                                              | Klaipėda                                                               | Lituania                                                               | 2 – 0                                                                  | Estonia                                                                | Coppa del Baltico 2016                                                 | -                                                                      | 79’                                                                    |
| 1-6-2016                                                               | Tallinn                                                                | Estonia                                                                | 2 – 0                                                                  | Andorra                                                                | Amichevole                                                             | 1                                                                      | 44’                                                                    |
| 4-6-2016                                                               | Tallinn                                                                | Estonia                                                                | 0 – 0                                                                  | Lettonia                                                               | Coppa del Baltico 2016                                                 | -                                                                      | 90’                                                                    |
| 23-11-2017                                                             | Port Vila                                                              | Vanuatu                                                                | 0 – 1                                                                  | Estonia                                                                | Amichevole                                                             | 1                                                                      | 58’                                                                    |
| 26-11-2017                                                             | Numea                                                                  | Nuova Caledonia                                                        | 1 – 1                                                                  | Estonia                                                                | Amichevole                                                             | -                                                                      | 80’                                                                    |
| 9-6-2018                                                               | Tallinn                                                                | Estonia                                                                | 1 – 3                                                                  | Marocco                                                                | Amichevole                                                             | -                                                                      | 84’                                                                    |
| 11-1-2019                                                              | Doha                                                                   | Estonia                                                                | 2 – 1                                                                  | Finlandia                                                              | Amichevole                                                             | -                                                                      | 46’                                                                    |
| 15-1-2019                                                              | Doha                                                                   | Estonia                                                                | 0 – 0                                                                  | Islanda                                                                | Amichevole                                                             | -                                                                      | 46’                                                                    |
| 26-3-2019                                                              | Gibilterra                                                             | Gibilterra                                                             | 0 – 1                                                                  | Estonia                                                                | Amichevole                                                             | -                                                                      | 58’                                                                    |
| 9-9-2019                                                               | Tallinn                                                                | Estonia                                                                | 0 – 4                                                                  | Paesi Bassi                                                            | Qual. Euro 2020                                                        | -                                                                      | 60’                                                                    |
| 10-10-2019                                                             | Minsk                                                                  | Bielorussia                                                            | 0 – 0                                                                  | Estonia                                                                | Qual. Euro 2020                                                        | -                                                                      | 59’ 82’                                                                |
| 13-10-2019                                                             | Tallinn                                                                | Estonia                                                                | 0 – 3                                                                  | Germania                                                               | Qual. Euro 2020                                                        | -                                                                      | 77’                                                                    |
| 14-11-2019                                                             | Zaporižžja                                                             | Ucraina                                                                | 1 – 0                                                                  | Estonia                                                                | Amichevole                                                             | -                                                                      | 62’                                                                    |
| 19-11-2019                                                             | Amsterdam                                                              | Paesi Bassi                                                            | 5 – 0                                                                  | Estonia                                                                | Qual. Euro 2020                                                        | -                                                                      | 76’                                                                    |
| 5-9-2020                                                               | Tallinn                                                                | Estonia                                                                | 0 – 1                                                                  | Georgia                                                                | UEFA Nations League 2020-2021 - 1º turno                               | -                                                                      | 71’                                                                    |
| 7-10-2020                                                              | Tallinn                                                                | Estonia                                                                | 1 – 3                                                                  | Lituania                                                               | Amichevole                                                             | -                                                                      | 65’                                                                    |
| 11-10-2020                                                             | Tallinn                                                                | Estonia                                                                | 3 – 3                                                                  | Macedonia del Nord                                                     | UEFA Nations League 2020-2021 - 1º turno                               | 1                                                                      | 70’                                                                    |
| 14-10-2020                                                             | Tallinn                                                                | Estonia                                                                | 1 – 1                                                                  | Armenia                                                                | UEFA Nations League 2020-2021 - 1º turno                               | -                                                                      | 84’ 85’                                                                |
| 11-11-2020                                                             | Firenze                                                                | Italia                                                                 | 4 – 0                                                                  | Estonia                                                                | Amichevole                                                             | -                                                                      |                                                                        |
| 15-11-2020                                                             | Skopje                                                                 | Macedonia del Nord                                                     | 2 – 1                                                                  | Estonia                                                                | UEFA Nations League 2020-2021 - 1º turno                               | -                                                                      | 63’                                                                    |
| 18-11-2020                                                             | Tbilisi                                                                | Georgia                                                                | 0 – 0                                                                  | Estonia                                                                | UEFA Nations League 2020-2021 - 1º turno                               | -                                                                      | 86’                                                                    |
| 16-11-2022                                                             | Riga                                                                   | Lettonia                                                               | 1 – 1 (5 – 3 dtr)                                                      | Estonia                                                                | Coppa del Baltico 2022                                                 | -                                                                      | 90+1’                                                                  |
| Totale                                                                 |                                                                        | Presenze                                                               | 25                                                                     |                                                                        | Reti                                                                   | 3                                                                      |                                                                        |

| Cronologia completa delle presenze e delle reti in nazionale ― Estonia under 21 | Cronologia completa delle presenze e delle reti in nazionale ― Estonia under 21 | Cronologia completa delle presenze e delle reti in nazionale ― Estonia under 21 | Cronologia completa delle presenze e delle reti in nazionale ― Estonia under 21 | Cronologia completa delle presenze e delle reti in nazionale ― Estonia under 21 | Cronologia completa delle presenze e delle reti in nazionale ― Estonia under 21 | Cronologia completa delle presenze e delle reti in nazionale ― Estonia under 21 | Cronologia completa delle presenze e delle reti in nazionale ― Estonia under 21 |
| Data                                                                            | Città                                                                           | In casa                                                                         | Risultato                                                                       | Ospiti                                                                          | Competizione                                                                    | Reti                                                                            | Note                                                                            |
| ------------------------------------------------------------------------------- | ------------------------------------------------------------------------------- | ------------------------------------------------------------------------------- | ------------------------------------------------------------------------------- | ------------------------------------------------------------------------------- | ------------------------------------------------------------------------------- | ------------------------------------------------------------------------------- | ------------------------------------------------------------------------------- |
| 15-11-2013                                                                      | Andorra la Vella                                                                | Andorra under 21                                                                | 0 – 2                                                                           | Estonia under 21                                                                | Qual. Europeo Under-21 2015                                                     | -                                                                               | 66’                                                                             |
| 19-11-2013                                                                      | Krasnodar                                                                       | Russia under 21                                                                 | 1 – 0                                                                           | Estonia under 21                                                                | Qual. Europeo Under-21 2015                                                     | -                                                                               | 80’                                                                             |
| 5-3-2014                                                                        | Farum                                                                           | Danimarca under 21                                                              | 8 – 0                                                                           | Estonia under 21                                                                | Qual. Europeo Under-21 2015                                                     | -                                                                               |                                                                                 |
| 31-5-2014                                                                       | Tallinn                                                                         | Estonia under 21                                                                | 1 – 2                                                                           | Russia under 21                                                                 | Qual. Europeo Under-21 2015                                                     | -                                                                               |                                                                                 |
| 3-9-2014                                                                        | Tallinn                                                                         | Estonia under 21                                                                | 2 – 2                                                                           | Bulgaria under 21                                                               | Qual. Europeo Under-21 2015                                                     | -                                                                               | 86’                                                                             |
| 8-9-2014                                                                        | Rakvere                                                                         | Estonia under 21                                                                | 1 – 7                                                                           | Slovenia under 21                                                               | Qual. Europeo Under-21 2015                                                     | 1                                                                               |                                                                                 |
| 25-3-2015                                                                       | Valenciennes                                                                    | Francia under 21                                                                | 6 – 0                                                                           | Estonia under 21                                                                | Amichevole                                                                      | -                                                                               | 59’                                                                             |
| 30-3-2015                                                                       | Tallinn                                                                         | Estonia under 21                                                                | 1 – 2                                                                           | Kazakistan under 21                                                             | Amichevole                                                                      | -                                                                               |                                                                                 |
| 2-9-2015                                                                        | Tallinn                                                                         | Estonia under 21                                                                | 0 – 2                                                                           | Spagna under 21                                                                 | Qual. Europeo Under-21 2017                                                     | -                                                                               |                                                                                 |
| 7-9-2015                                                                        | Tartu                                                                           | Estonia under 21                                                                | 0 – 4                                                                           | Croazia under 21                                                                | Qual. Europeo Under-21 2017                                                     | -                                                                               | 72’                                                                             |
| 9-10-2015                                                                       | Uppsala                                                                         | Svezia under 21                                                                 | 5 – 0                                                                           | Estonia under 21                                                                | Qual. Europeo Under-21 2017                                                     | -                                                                               | 58’                                                                             |
| 13-10-2015                                                                      | Tbilisi                                                                         | Georgia under 21                                                                | 3 – 0                                                                           | Estonia under 21                                                                | Qual. Europeo Under-21 2017                                                     | -                                                                               | 87’                                                                             |
| 28-3-2016                                                                       | Zaprešić                                                                        | Croazia under 21                                                                | 2 – 1                                                                           | Estonia under 21                                                                | Qual. Europeo Under-21 2017                                                     | -                                                                               | 87’                                                                             |
| 1-9-2016                                                                        | Tallinn                                                                         | Estonia under 21                                                                | 0 – 1                                                                           | Georgia under 21                                                                | Qual. Europeo Under-21 2017                                                     | -                                                                               |                                                                                 |
| 6-10-2016                                                                       | Pärnu                                                                           | Estonia under 21                                                                | 0 – 3                                                                           | Svezia under 21                                                                 | Qual. Europeo Under-21 2017                                                     | -                                                                               |                                                                                 |
| 10-10-2016                                                                      | Pontevedra                                                                      | Spagna under 21                                                                 | 5 – 0                                                                           | Estonia under 21                                                                | Qual. Europeo Under-21 2017                                                     | -                                                                               | 72’                                                                             |
| 28-3-2017                                                                       | Paisley                                                                         | Scozia under 21                                                                 | 0 – 0                                                                           | Estonia under 21                                                                | Amichevole                                                                      | -                                                                               | 65’                                                                             |
| 8-6-2017                                                                        | Tallinn                                                                         | Estonia under 21                                                                | 1 – 2                                                                           | Irlanda del Nord under 21                                                       | Qual. Europeo Under-21 2019                                                     | -                                                                               | 90’                                                                             |
| 12-6-2017                                                                       | Elbasan                                                                         | Albania under 21                                                                | 0 – 0                                                                           | Estonia under 21                                                                | Qual. Europeo Under-21 2019                                                     | -                                                                               | 84’                                                                             |
| 1-9-2017                                                                        | Tallinn                                                                         | Estonia under 21                                                                | 1 – 2                                                                           | Slovacchia under 21                                                             | Qual. Europeo Under-21 2019                                                     | -                                                                               | 63’                                                                             |
| 5-9-2017                                                                        | Tallinn                                                                         | Estonia under 21                                                                | 0 – 1                                                                           | Spagna under 21                                                                 | Qual. Europeo Under-21 2019                                                     | -                                                                               |                                                                                 |
| 10-10-2017                                                                      | Lurgan                                                                          | Irlanda del Nord under 21                                                       | 4 – 2                                                                           | Estonia under 21                                                                | Qual. Europeo Under-21 2019                                                     | 1                                                                               | 75’                                                                             |
| 14-11-2017                                                                      | Tallinn                                                                         | Estonia under 21                                                                | 2 – 3                                                                           | Islanda under 21                                                                | Qual. Europeo Under-21 2019                                                     | -                                                                               | 40’                                                                             |
| 27-3-2018                                                                       | Ponferrada                                                                      | Spagna under 21                                                                 | 3 – 1                                                                           | Estonia under 21                                                                | Qual. Europeo Under-21 2019                                                     | -                                                                               |                                                                                 |
| Totale                                                                          |                                                                                 | Presenze                                                                        | 24                                                                              |                                                                                 | Reti                                                                            | 2                                                                               |                                                                                 |

## Palmarès

### Club

#### Competizioni nazionali
- Campionato estone: 4

Flora Tallinn: 2019, 2020
Levadia Tallinn: 2021, 2024
- Coppa d'Estonia: 2

Flora Tallinn: 2019-2020
Levadia Tallinn: 2023-2024
- Supercoppa d'Estonia: 2

Flora Tallinn: 2020, 2021

#### Competizioni internazionali
- Coppa della Livonia: 1

Flora Tallinn: 2018